# The Darkness
The Darkness — британская рок-группа из Лоустофта, Суффолк, образованная в 2000 году братьями Джастином (вокал, гитара, клавишные) и Дэном Хокинсами (гитара, бэк-вокал), Френки Пулленом (бас-гитара, бэк-вокал) и Эдом Грэмом (ударные, перкуссия). Группе практически в одиночку удалось невероятное — возродить совершенно не модный на тот момент саунд классического хард-рока и глэм-рока 70-х для поколения, которое совершенно не подозревало о том, что ему это надо. Мощные уверенные гитарные риффы, размашистые беззаботные соло, безупречная ритм-секция, огромная доля юмора и, конечно, невероятный вокал Джастина стали визитной карточкой The Darkness.
В 2006 году группа распалась, братья Хокинсы занялись отдельными проектами. Однако те достигли меньшего успеха, и в 2011 году Джастин и Дэн официально объявили о возрождении The Darkness.

## История группы
Дебютный альбом 2003 года — Permission To Land — разошёлся 3 миллионами копий и сразу вознёсся на вершину чартов Соединённого Королевства на четыре недели. Журнал Kerrang! назвал группу «величайшим приобретением британской рок-сцены за последние 20 лет» — то есть, со времён распада Led Zeppelin.
В 2005 году The Darkness выпустили второй альбом «One Way Ticket to Hell… and Back» под руководством известного продюсера Роя Томаса Бейкера, известного по работе с Queen, Journey, Nazareth, The Who, Rolling Stones, Guns N’ Roses, Дэвидом Боуи и многими другими талантливыми исполнителями. В процессе записи коллектив покинул Фрэнки Пуллен, его место занял Риччи Эдвардс, бывший гитарный техник группы. Альбом неожиданно провалился в чартах, даже несмотря на высокую оценку известного журнала Classic Rock.
В 2006 году The Darkness распались. Джастин лечился от наркомании и алкоголизма, затем основал команду Hot Leg, с которой записал альбом Red Light Fever, остальные участники образовали группу Stone Gods, дебютировав с пластинкой Silver Spoons & Broken Bones. Однако в 2011 году, уладив творческие разногласия, The Darkness воссоединились в классическом составе и записали альбом Hot Cakes, тепло воспринятый критиками и добравшийся до 4 строчки в британском чарте.
The Darkness недавно приняли в коллектив Эмили Долан Дэвис в качестве нового ударника. Эмили, которая прежде работала с Брайаном Ферри и Трики, по словам Джастина Хоукинса «воскресила» The Darkness. "Она настоящий hard hitter, " — сказал он Classic Rock [Прим. переводчика: hard hitter — человек, который любит получать адреналин и удовольствие от жизни: мотоциклы, тату, громкая музыка, экстремальные виды спорта]. «У неё есть хватка и то отношение, которое необходимо, чтобы быть ударником The Darkness. Она также заставляет нас чувствовать себя развратными старикашками.»
Относительно ухода из The Darkness одного из основоположников коллектива Эда Грэма в конце 2014 года, Хоукинс сказал: «У Эда были некоторые хорошо известные проблемы со здоровьем в прошлом. И по той или иной причине, он больше не способен делать свою работу. Мы по-прежнему дружим с Эдом. Но теперь, когда в команде появилась Эмили, волноваться не о чём.»
Альбом «The Last of Our Kind» был выпущен 27 мая 2015 года в нескольких вариантах: обычном, делюкс-версии, для Японии, Best Buy, а также содержащий дубль песни «Million Dollar Strong», не вошедшей в основной альбом.
21 апреля 2015 года было объявлено с помощью официальной странице группы в Facebook:
«К сожалению, мы должны сообщить, что наш фантастический ударник Эмили Долан Дэвис уходит от нас ради новых проектов, а потому мы тепло прощаемся с ней. Эмили сыграла огромную роль в записи нашего нового альбома „Last of Our Kind“, а её появление в клипе Open Fire — последнее в составе The Darkness.»
25 апреля 2015 года, было объявлено что Руфус Тайгер Тэйлор, сын Роджера Тэйлора, ударника Queen, стал новым барабанщиком группы The Darkness. Он дебютировал с The Darkness на вечеринке Gibson в честь их предстоящего альбома «Last of Our Kind».
29 июня и 1 июля 2017 заявлены в качестве разогрева Guns N' Roses в Стокгольме (Швеция) и Хямеенлинна (Финляндия).
На их музыкальный ретро-стиль оказали влияние такие группы, как Queen, Aerosmith, T. Rex, Van Halen, Def Leppard и Thin Lizzy.

## Состав группы
- Justin Hawkins — вокал, гитара, клавишные (2000—2006, 2011-настоящее время)
- Dan Hawkins — гитара (2000—2006, 2011-настоящее время)
- Rufus Taylor — ударные (2015-настоящее время)
- Frankie Poullain — бас-гитара (2000—2005, 2011-настоящее время)

## Бывшие участники
- Ed Graham — ударные, перкуссия, (2000–2006, 2011–2014)
- Chris McDougal — гитара (2000)
- Richie Edwards — бас-гитара, вокал (2005–2006)
- Emily Dolan Davies — ударные (2014–2015)

## Лайв-участники
- Darby Todd — ударные (2012)

## Дискография
- 2003 — Permission to Land
- 2005 — One Way Ticket to Hell… and Back
- 2012, 20 августа — Hot Cakes
- 2015, 27 мая — Last of Our Kind
- 2017, 6 октября — Pinewood Smile
- 2019, 4 октября --- Easter Is Cancelled
- 2021, 19 ноября --- Motorheart

## Награды
| Год  | Награда |
| ---- | --- |
| 2003 | - Kerrang! — Лучший альбом (Permission to Land) - Kerrang! — Лучшее живое выступление - Metal Hammer 'Golden God' — Лучший сингл (Get Your Hands off My Woman) |
| 2004 | - Kerrang! Best British Band - Kerrang! Best Live Act - Metal Hammer 'Golden God' for Best Video («Love Is Only a Feeling») - Ivor Novello Award for Songwriters of the Year - BRIT Award for Best Act - BRIT Award for Best Rock Act - BRIT Award for Best Album (Permission to Land) - MTV Europe Music Award for Best UK & Ireland Act and Best Rock - IFPI Platinum Europe Award for sales in Europe in excess of 1,000,000 (triple Platinum) (Permission to Land) - Elle Style Award for Most Stylish Band - Meteor Ireland Award for Best Album (Permission to Land) - Smash Hits! Pollwinners' Party for Best Rock Award - RIAA Digital Sales Certifications Gold Award for 100,000 downloads («I Believe in a Thing Called Love») - European Border Breakers Award for debut albums of European acts achieving the best sales outside of their country of origin in 2003 (Permission to Land) |
| 2005 | ASCAP Award for one of the Most Performed Works in the USA («I Believe in a Thing Called Love») |
| 2006 | MTV Australia’s Best Man Rock Video award («One Way Ticket») |
| 2008 | VH1 The 100 Greatest Hard Rock Songs «I Believe in a Thing Called Love» (94) |
| 2011 | VH1 The 100 Greatest Songs of ‘00s «I Believe in a Thing Called Love» (87) |
| 2013 | Classic Rock Magazine Roll of Honour — Showman Award |